# Люмьер (кинопремия, 1998)
3-я церемония вручения наград премии «Люмьер» за заслуги в области французского кинематографа за 1997 год состоялась 15 декабря 1998 года.

## Список лауреатов
- Лучший фильм :
  - Мариус и Жаннетт, режиссёр Робер Гедигян
- Лучший режиссёр :
  - Люк Бессон, Пятый элемент
- Лучшая актриса :
  - Миу-Миу за роль в фильме Сухая чистка
- Лучший актёр :
  - Мишель Серро за роль в фильме Ставки сделаны
- Лучший сценарий :
  - Вестерн по-французски – Мануэль Пурье, Жан-Франсуа Гуайе
- Лучший иностранный фильм :
  - Дело — труба , режиссёр Марк Херман